# Accessory Transit Company
L'Accessory Transit Company était une société fondée par l'homme d'affaires américain Cornelius Vanderbilt pour exploiter commercialement les routes terrestres et maritimes du Nicaragua entre les océans Pacifique et Atlantique, ainsi qu'acheminer un éventuel projet de canal.

## Histoire

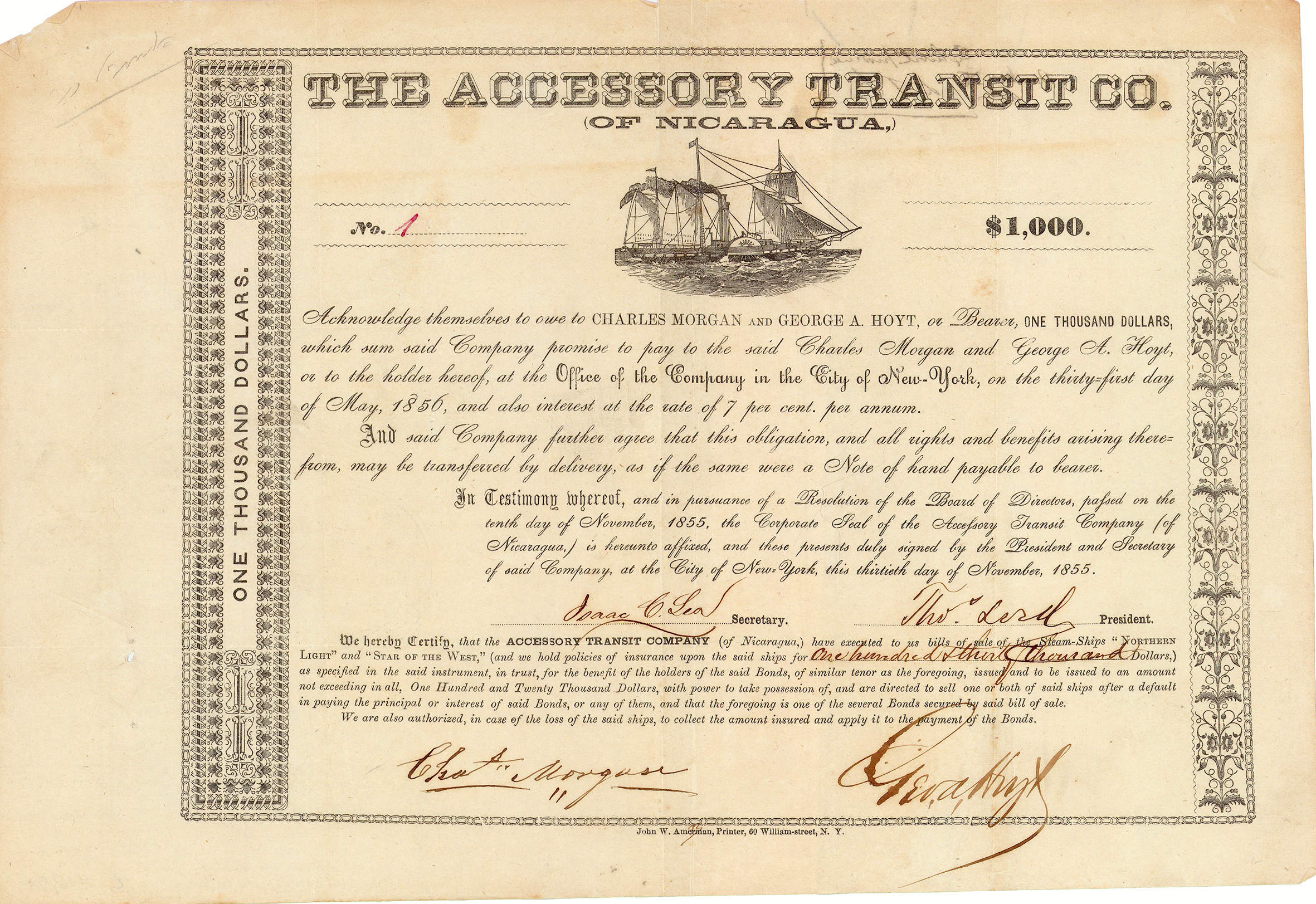
Obligation de l'Accessory Transit Company (du Nicaragua) en date du 30 novembre 1855

L'Accessory Transit Company a d'abord mis au point un itinéraire commercial à minima, pour limiter les dépenses, entre New York et San Francisco passant par le Nicaragua. Les bateaux remontaient le fleuve San Juan jusqu’au lac Nicaragua, puis les marchandises étaient acheminées par la terre sur une courte distance avant d'atteindre l'océan Pacifique et de rembarquer vers la Californie.
La société fait face à des projets rivaux : le 18 février 1849, le Nicaragua négocie sur la base de l'offre déposée par l'homme d'affaires américain William Wheelwright, qui a fait fortune en 1838 après avoir créé la Pacific Steam Navigation Company avec des capitaux britanniques pour desservir Valparaíso et El Callao. Le Chemin de fer du Panama, de William H. Aspinwall, et sa Panama Railroad Company, suscite aussi une concurrence.
Son expansion est favorisée par la découverte de l'or en Californie de 1848, et très vite elle transporte 2 000 passagers par mois pour 300 dollars chacun, bientôt ramenés à 150 dollars.   
En 1852, une dispute entre Cornelius Vanderbilt et son associé Joseph L. White, amène le premier à exiger que la société lui rachète ses navires à un prix élevé. Début 1853, il emmène sa famille en Europe sur son yacht. Pendant son absence, Joseph L. White conspire Charles Morgan contre lui.
Lorsque Cornelius Vanderbilt revient d'Europe, il baisse ses tarifs pour affaiblir une compagnie de navigation rivale et pénaliser par la même occasion Morgan et White puis en novembre 1855 reprend des parts dans l'Accessory Transit Company. Quelques mois plus tôt, le pirate William Walker s'est emparé du Nicaragua. L'un de ses proches, Edmund Randolph, fait pression sur Cornelius K. Garrison, agent de la société à San Francisco, pour qu'il s'oppose à Vanderbilt. Randolph convainc Walker de faire annuler la concession de l'Accessory Transit Company en février 1856, pour la transmettre à sa propre société, qu'il s'empresse de revendre à Cornelius K. Garrison, allié à Charles Morgan, de New York. Cornelius Vanderbilt ne parvient pas à convaincre les gouvernements britannique et américain de le défendre et doit se tourner vers le Costa Rica. 
Le contrôle de la société reste alors entre les mains des hommes d'affaires Cornelius K. Garrison et Charles Morgan, qui soutiennent l'emprise sur le Nicaragua du flibustier américain William Walker. Ce dernier est chassé du pouvoir lors de la campagne nationale du Costa Rica en 1857 et exécuté en 1860.